# بيتر أندرسون (لاعب هوكي الجليد سويدي)
بيتر أندرسون (بالسويدية: Peter Andersson)‏ هو لاعب هوكي الجليد سويدي، ولد في 2 مارس 1962 في سوندسفال في السويد.

## وصلات خارجية
- بيتر أندرسون على موقع دوري الهوكي الوطني (الإنجليزية)
- بيتر أندرسون على موقع EliteProspects.com (الإنجليزية)
- بيتر أندرسون على موقع Eurohockey.com (الإنجليزية)
- بيتر أندرسون على موقع HockeyDB.com (الإنجليزية)
- بيتر أندرسون على موقع Hockey-Reference.com (الإنجليزية)
- بيتر أندرسون على موقع أوليمبيديا (الإنجليزية)
- بيتر أندرسون على موقع اللجنة الأولمبية السويدية (السويدية)